# Équipe cycliste May Stars
L'équipe cycliste May Stars est une équipe cycliste rwandaise, ayant le statut d'équipe continentale à sa création en 2022.

## Classements UCI
L'équipe participe aux épreuves des circuits continentaux et principalement les courses du calendrier de l'UCI Africa Tour. Le tableau ci-dessous présente les classements de l'équipe sur ce circuits, ainsi que son meilleur coureur au classement individuel.
UCI Africa Tour
| UCI Africa Tour | UCI Africa Tour        | UCI Africa Tour                           | UCI Africa Tour |
| Année           | Classement par équipes | Meilleur coureur au classement individuel |                 |
| --------------- | ---------------------- | ----------------------------------------- | --------------- |
| 2022            | 5e                     | Samuel Misgena (116e)                     |                 |
| 2023            | 2e                     | Shemu Nsengiyumva (36e)                   |                 |
| 2024            | 3e                     | Shemu Nsengiyumva (63e)                   |                 |
|                 |                        |                                           |                 |
| Source : UCI    |                        |                                           |                 |

L'équipe est également classée au Classement mondial UCI qui prend en compte toutes les épreuves UCI et concerne toutes les équipes UCI.
| Classement mondial | Classement mondial     | Classement mondial                        | Classement mondial |
| Année              | Classement par équipes | Meilleur coureur au classement individuel |                    |
| ------------------ | ---------------------- | ----------------------------------------- | ------------------ |
| 2022               | 193e                   | Samuel Misgena (1970e)                    |                    |
| 2023               | 157e                   | Shemu Nsengiyumva (774e)                  |                    |
| 2024               | 178e                   | Shemu Nsengiyumva (957e)                  |                    |
|                    |                        |                                           |                    |
| Source : UCI       |                        |                                           |                    |

## May Stars en 2022[2]
| Cycliste                 | Date de naissance | Nationalité | Équipe 2021                 |  |
| ------------------------ | ----------------- | ----------- | --------------------------- |  |
| Natnael Abrham           | 17 janvier 2000   | Érythrée    |                             |  |
| Jean Nepo Bigirimana     | 28 septembre 2002 | Rwanda      |                             |  |
| Nigusebrhan Gebremichael | 10 janvier 2003   | Érythrée    |                             |  |
| Felicien Hakizimana      | 3 septembre 2001  | Rwanda      |                             |  |
| Nahom Kifle              | 6 mai 2003        | Érythrée    |                             |  |
| Elie Kwizera             | 1er janvier 2000  | Rwanda      |                             |  |
| Natan Medhanie           | 1er février 2000  | Érythrée    |                             |  |
| Samuel Misgena           | 19 décembre 2002  | Érythrée    |                             |  |
| Jean Pierre Niyonshuti   | 25 novembre 2000  | Rwanda      | SKOL Adrien Cycling Academy |  |
| Jean Baptiste Nsabimana  | 28 août 2001      | Rwanda      | SKOL Adrien Cycling Academy |  |
| Shemu Nsengiyumva        | 1er janvier 1999  | Rwanda      | SKOL Adrien Cycling Academy |  |